# Рабочий по найму (фильм)
«Рабочий по найму» (англ. Roustabout) — музыкальный фильм, выпущенный кинокомпанией «Paramount Pictures» в 1964 году. Премьера фильма состоялась 11 ноября 1964 года. Режиссёр фильма — Джон Рич. Фильм Roustabout был подвергнут резкой критике в журнале «Variety», но был номинирован на премию Писательской гильдией США.

## Сюжет
Музыкант и байкер Чарли Роджерс (Элвис Пресли) попадает в драку с несколькими студентами колледжа на месте для стоянки автомобилей, за что оказывается задержан. После ночи в тюрьме Чарли отправляется в путь на своём мотоцикле Honda 305 Superhawk. Но по пути его мотоцикл попадает в аварию на одной из просёлочных дорог.
На время ремонта мотоцикла Чарли, владелица местного карнавала Мэгги Морган (Барбара Стэнвик) предлагает ему устроится на работу в странствующую актёрскую группу. Мэгги признаёт музыкальные таланты Чарли и пытается всячески продвинуть его. За сценой, Чарли заводит роман со своей коллегой Кэтти Лин (Джоан Фриман), но после конфликта с её разгневанным отцом Джо (Лейф Эриксон), Чарли решает оставить карнавал и уходит к конкуренту Мэгги — Гарри Карверу (Пэт Баттрем).
На новом месте его вновь ждёт успех. Лишь когда Чарли узнаёт, что Мэгги может оказаться на грани банкротства, он возвращается к ней, пытаясь оказать финансовую помощь с доходов, полученных им на показе Карвера. В финале истории Чарли воссоединяется с Кэтти и остаётся работать на карнавале у Мэгги…

## В ролях
- Элвис Пресли — Чарли Роджерс
- Барбара Стэнвик — Мэгги Морган
- Джоан Фриман — Кэтти Лин
- Лейф Эриксон — Джо Лин
- Сью Эни Лэнгдон — Мадам Миджаноу, Фортун Теллер
- Пэт Баттрем — Гарри Карвер
- Джоан Стейли — Марджи
- Даббс Грир — Артур Нильсен
- Стив Броуди — Фред Питчер
- Норман Грабовски — Сэм
- Джек Альбертсон — Лоу
- Джоэл Флюллен — Кади Марш

В титрах не указаны
- Билли Барти — Билли
- Марианна Хилл — Виола
- Беверли Адамс — Ко́ра

## Музыкальные номера
- «Roustabout»
- «Poison Ivy League»
- «One Track Heart»
- «Wheels On My Heels»
- «It’s a Wonderful World»
- «It’s Carnival Time»
- «Carny Town»
- «Hard Knocks»
- «There’s a Brand New Day On the Horizon»
- «Big Love, Big Heartache»
- «Little Egypt»

Все песни в фильме были исполнены Элвисом Пресли.

## Интересные факты
- Премьера фильма состоялась 11 ноября 1964 года. Лента достигла позиции 8 в еженедельном списке журнала «Variety». В течение года фильм достигал номера 28 и возвратил создателям $3 миллиона.[2]
- В фильме появляется будущий секс-символ 70-80-х — Ракель Уэлч. Она показана в одном из финальных эпизодов фильма с монологом: «Мм, как это место могут называть домом чая?».[2]
- Съемки фильма начались 9-го марта 1964 года в городе Саузанд-Оакс, Южная Калифорния.[2]
- Для внутренних выстрелов были открыты и объединены три главные студии звукозаписи на «Paramount Pictures». Это произошло впервые в истории киностудии.[2]
- 15-го февраля 1965 года, танцовщица с псевдонимом little Egypt предъявила иск студии «RCA Records», «Paramount Pictures» и Elvis Presley Music. Цена иска составляла 3 миллиона долларов. Женщина утверждала, что её сценическое имя использовалось без разрешения. Она проиграла дело. Оригинальным именем little Egypt была Кэтрин Девайн, вызвавшая сенсацию на всемирной выставке в Чикаго, проходившей в 1893 году.[2]
- При подборе актёров, продюсер фильма — Хэл Б. Уоллис использовал двух ветеранов из киноленты 1948 года — «Извините, вы ошиблись номером», над которой он прежде работал. Ими стали актёры: Барбара Стэнвик и Лейф Эриксон.[2]

## Даты премьер
Даты приведены в соответствии с данными kinopoisk.ru.
- США — 11 ноября 1964
- Австрия — Декабрь 1964
- Финляндия — 4 декабря 1964
- Швеция — 24 декабря 1964
- Германия — 25 декабря 1964
- Франция — 30 декабря 1964
- Дания — 26 февраля 1965

## Слоган фильма
«Элвис Пресли в роли бродячего, беспокойного, опрометчивого, РАБОЧЕГО ПО НАЙМУ» (англ. Elvis Presley as a Roving, Restless, Reckless, ROUSTABOUT)

## Награды и премии
Сценаристы фильма: Аллан Уайсс и Энтони Лоуренс были удостоены премии Писательской гильдии США в номинации «Лучший адаптированный сценарий музыкального фильма». Альбом-саундтрек к фильму имел высокий успех и достиг #1 в музыкальном хит-параде Billboard.